# 丁古角明代住宅
丁古角明代住宅位于江苏省南通市崇川区丁古角14号，原南通县城内丁古角巷北段西侧、玄妙观南侧，今属八仙城商业区。该建筑为坐北朝南的房屋三间，面阔13米，进深7米，为七架硬山穿斗式建筑，木构架中除抱头梁为清中期式样外其他均为明代式样。